# Ocimum serratum
Ocimum serratum là một loài thực vật có hoa trong họ Hoa môi. Loài này được (Schltr.) A.J.Paton mô tả khoa học đầu tiên năm 1999.